# 克拉洛夫斯基赫爾梅克

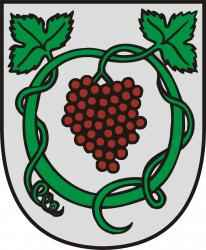

克拉洛夫斯基赫爾梅克是斯洛伐克的城鎮，位於該國東南部，毗鄰與匈牙利接壤的邊境，由科希策州負責管轄，面積23.809平方公里，海拔高度130米，2005年人口7,398。

## 外部連結
- Official website （页面存档备份，存于） （斯洛伐克文） （匈牙利文）